# プロジェクトX〜挑戦者たち〜
『プロジェクトX〜挑戦者たち〜』（プロジェクトエックス ちょうせんしゃたち、英字表記:PROJECT X 〜Challengers〜）は、NHK総合テレビジョンにて2000年3月28日から2005年12月28日まで放映されたドキュメンタリー番組である。通称は「プロジェクトX」である。全放送作品は191本（正式な放送回数としてカウントされた作品187本 + 特別編4本。）である。開始時のキャッチコピーは、「思いはかなう。」。
2024年4月6日放送開始の、『新プロジェクトX』についても、本項で述べる。

## 概要
番組開始当時は、様々な事件・事故における、無名の人々の知られざる活躍を描いたドキュメンタリーだった（「よみがえれ日本海」、「白神山地 マタギの森の総力戦」、「炎上 男たちは飛び込んだ」、「国境を越えた救出劇」、「史上最大の脱出作戦」）。
後半になると、第二次世界大戦の終戦直後から高度経済成長期までの、産業・文化等の様々な分野において、製品開発プロジェクトなどが直面した難問を、どのように克服し成功に至ったかを紹介するドキュメントに変貌した。身近な自動車、家電を始め、当時の日本経済を牽引した重厚長大産業、地図に残る公共事業をはじめ、地図（ゼンリン）、辞書（広辞苑）といった人文関係の話、人命救助や環境保護活動などの分野についても数多くの事例を取り上げている。
公共放送であるNHKが、これまでの放送基準である「企業の宣伝」につながる表現の排除を崩す、企業の事業活動の内容を追ったドキュメンタリー番組である本番組が放送された背景として、インターネットの普及による情報の入手性の向上が挙げられており、本番組の放送をきっかけに、特定企業や施設の内部に潜入して紹介するような番組や、連続テレビ小説での特定の企業の創業者をモデルとした作品が続いたりするようになったという見方もある。
番組は2005年に終了したが、2024年4月から18年ぶりに新シリーズ『新プロジェクトX 〜挑戦者たち〜』として放映されることが2023年10月に発表された。新シリーズではバブル崩壊後の日本で勇気を与えた無名の人々を採り上げるとしている。ナレーションについては前シリーズでも担当した俳優の田口トモロヲが続投、主題歌も中島みゆきが引き続き担当し、オープニングテーマは「地上の星」の新収録版となる「新・地上の星」を使用、エンディングテーマも「ヘッドライト・テールライト」が引き続き用いられる。また2月14日発表の新キャスター人事にて有馬嘉男（欧州総局副総局長。本番組担当に伴い報道局復帰）と、森花子（水戸局アナウンサー。出向出演）が総合司会を担当することが決まった。
『新プロジェクトX』のキャッチコピーは「この国には、誰にも知られず輝く人々がいる。」。

## 人気
開始当初視聴率は伸び悩んだが、それまでのNHKにはない斬新な演出が中高年に受けて次第に上昇していき、2001年には平均視聴率15％、2002年には20％をマークするようになった。放送2回目の日本ビクター（現在のJVCケンウッド）のVHS開発を取り上げた「窓際族が世界規格を作った〜VHS・執念の逆転劇〜」は東映によって2002年に『陽はまた昇る』として長編映画化された。三木忠直、松平精、河邊一と東海道新幹線開発を取り上げた「執念が生んだ新幹線 老友90歳・飛行機が姿を変えた」は、『新幹線をつくった男たち〜夢よ、もっと速く〜』として2004年にテレビ東京で2時間ドラマ化された。
2002年の『第53回NHK紅白歌合戦』には中島みゆきが番組オープニングテーマの「地上の星」で初出場し、放送14回目の「厳冬黒四ダム 断崖絶壁の輸送作戦」の舞台となった黒部ダム内部からの生中継で歌唱を行うという事実上の番組タイアップを披露した。
だが、2004年に入ってからはマンネリ化やNHK自体の不祥事が相次いで発覚したことなどにより視聴率が頭打ちになり始める。当番組でも2004年に『プロジェクトX21展』と称した特別展を開催した際、協賛企業から最高で3150万円の協賛金を集めていたことが衆議院総務委員会で取り上げられた他、2005年5月10日放送分においてやらせが行われていたことが判明。2005年9月22日、同年12月での番組の終了が発表された。通常4月の改編期に一斉に改変を行うNHKにおいて、それを待たずの終了は打ち切りを示唆するものだった。後継番組は翌年1月から放送を開始した『プロフェッショナル 仕事の流儀』である。終了後、2024年に「新」シリーズが開始されるまでも本番組のパロディがNHKも含めて頻繁に制作されており、現在も知名度の高い番組となっていた。
打ち切りに際して、最終回では中島みゆきがスタジオに出演し、NHKの歌番組でそれまで歌われなかったエンディングテーマの「ヘッドライト・テールライト」を初披露した。
ビデオ・DVDの売上は80万本以上を記録した。一方で、全日本電機・電子・情報関連産業労働組合連合会は、番組に登場する多くの技術者は「現役を退いた後の“遅すぎる評価”」を受けただけだとして、否定的であった。

## 演出パターン
本番組の演出パターンはその後、テレビ番組などで広く用いられており、テレビドキュメンタリーの一つの典型になっている。
冒頭。古い映像などをテーマソングが流れる中、短いカットで写す。細い明朝体でキーワードが表示される。
番組序盤。田口トモロヲの特徴のある淡々としたナレーションで、プロジェクトを成し遂げようとする主人公（複数）の境遇が描かれる。再現ドラマ（俳優はセリフを喋らない）が挿入されることもある。
番組中盤。プロジェクトはいよいよ佳境に入るが、困難が彼ら・彼女らを襲う。それを克服する過程が描かれる。このあたりでスタジオに放映当時に存命の主人公もしくは主人公の近縁者がゲストとして登場し、司会からインタビューを受けて当時を回想する。
番組終盤。プロジェクトは成し遂げられる。ドキュメンタリー映像が終わった後でスタジオに戻り、主人公の顔が大写しとなり、司会から労いの言葉をかけられる。プロジェクトの成果物がスタジオに運ばれ、主人公が感慨深げにそれを手に取る。
エンディング。成功した主人公達のその後の栄光の人生が簡単に描かれ、テーマソングが流れる中終わる。
大半はハッピーエンドとなるが、日本初の生体肝移植プロジェクトを取り上げた「裕弥ちゃん1歳・輝け命〜日本初・親から子への肝臓移植〜」のように、ハッピーエンドとはならなかった回もある。
なお、プロジェクト当時の内容をナレーション形式で解説しているにも拘わらず、その場面において若い俳優を起用しての再現映像ではなく、プロジェクトの主人公本人が年老いた現在（放送当時）の姿で直接登場し、職場で仕事をしているシーンが多くの放送回で出てくるが、取り上げている題材が古い時代のプロジェクトであるほど必然的にプロジェクト参加当時の容姿と現在の容姿が釣り合わなくなる。遵って、この「プロジェクトの主人公本人が（年老いた現在の姿で）仕事をしているシーン」は実際に仕事をしているわけではなく、仕事をしているように見せるための単なる演技である。

## ゲスト
プロジェクトに関わった人物のうち、特に筆頭でプロジェクトに関わっていた人物、その補佐的役割を務めた人物、プロジェクトを陰から支えた人物、プロジェクトに影響を受けた人物などがゲストとして1～3名ほど招待されていた。プロジェクトに関わった人物が既に亡くなっている場合や、高齢で出演できない場合は、その弟子などが代わりにゲスト出演していた。なお、初期の頃はプロジェクト関係者ではなく、なかにし礼や松坂慶子などの著名人が解説やコメンテーター的な位置付けでゲスト出演していた。

## 主な番組に対する抗議・放送内容の矛盾や事実誤認など

### 第1期
- 2000年4月18日放送の「ガンを探し出せ 完全国産・胃カメラ開発」では、「胃カメラは日本で初めて開発され、胃壁が撮影された」という話になっているが、胃カメラは日本での開発より約50年前の1898年にドイツで発明され胃壁の撮影が行われている[13]。その後もいくつかの胃カメラが開発されており、間違った内容が放送された。胃カメラ開発の経緯や機器の説明などにも間違いや疑問を有する箇所が複数あり、抗議が行われた。書籍版では訂正が一部行われたが、間違いの解消には至らなかった。
- 2000年11月28日放送の「よみがえれ日本海」では、ナホトカ号重油流出事故に際して神戸から来た災害ボランティアが、発生地・福井県の青年会議所を指導して「三国重油災害ボランティアセンター」を作ったことになっているが、実際には当初それぞれが受け入れ窓口を作り、話し合いで一本化したものであった[14]。
- 2001年6月19日放送の「父と息子 執念燃ゆ 大辞典」は1955年に『広辞苑』を岩波書店から刊行した新村出・猛親子に焦点を当てた内容だった。しかし、実際には『広辞苑』が同じ新村出を編者として1935年に博文館から刊行された『辞苑』の改訂版であったことに一切触れず、新村親子の努力で『広辞苑』がいきなり出版されたかのような内容になっていた。同社の後身である博文館新社から抗議を受けたため、書籍版では博文館および『辞苑』について加筆を行った[15][16]。
- 2001年7月10日放送の「白神山地 マタギの森の総力戦」では、白神山地の道路建設に青森県・秋田県双方の住民が起こした反対運動について取り上げられた。その際、番組内では秋田県の住民側が青森県の住民側に呼びかける形で反対運動が始まったかのように描写されたが、実際には当初反対運動は青森県と秋田県で別々に発生しており、後にそのことを知った双方が話し合って一本化していた。関係者の抗議を受け[17][18]、この回のビデオソフト化および書籍版への掲載は見送られている。
- 2002年1月8日放送の「あさま山荘 衝撃の鉄球作戦」では、「極寒の中で地元住民が機動隊員に対して毎日大量のおにぎりを作って協力した」と放送され、このおにぎり提供が機動隊員に最も感謝されたような描写がなされたが、実際にはおにぎりを作ってはいたものの極寒故にすぐ凍り付いてしまう状況で温かい食事にありつけたのは外周警戒の者達だけだった。この事件の時、機動隊員にとって最も役に立ち食されたのは、本番組でも前年に放送された「カップヌードル」である[19]。
- 2002年9月17日放送の「革命トイレ、市場を制す」では、住宅機器メーカーの東陶機器（TOTO）が1980年に開発したウォシュレットが国内初の温水洗浄便座とされていたが、実際には1967年に同根同業の伊奈製陶（現在はLIXILのINAXブランド）から発売された「サニタリイナ61」が国内初の温水洗浄便座[20]である[注釈 6]。また、番組内で「停車車両から伸びるアンテナを見て伸縮式ノズルを考え出した」、「雨の中でも故障なく動く信号機を見て防水仕様のハイブリッドICの使用を思い立った」ともあったが、これらの機構は「サニタリーナ」で既に実現しており、これらを参考にした可能性もある[注釈 7]。番組内では「サニタリーナ」の存在自体が全くなかったかのように描写された。また、メディア広告において、予てから各媒体に出ており、ウォシュレットのテレビコマーシャルも発売当初から行っていたのにもかかわらず、「ご不浄だから」と雑誌には断られ続けてきたと言い、1982年にサン・アドが制作した、戸川純が出演するものが同製品初のCMだと事実と異なる説明をしていた。
- 2002年10月28日放送の「カーナビ 迷宮を走破せよ」では、当時音響機器メーカーだったパイオニアが地図データの供給を巡り、住宅地図メーカーのゼンリンから「俺たちはソニーと組む」と突き放された、と紹介されたが、実際にはカーナビゲーションソフトの規格統一を提言したゼンリンからの申し出をパイオニアが断って独立した歩みを選択した[注釈 8]ものである。さらに、パイオニアのカーナビゲーションが発売された時、既にマツダ・ユーノスコスモのオプションとして世界初のGPSカーナビゲーション（三菱電機との共同開発）が搭載されており、パイオニアは後付け型カーナビゲーションを最初に市販しただけだった。
- 2005年5月10日放送の「ファイト!町工場に捧げる日本一の歌」で、採り上げられた側の大阪府立淀川工業高等学校（現・大阪府立淀川工科高等学校）が、事実とは異なる点があるとして訂正・謝罪要求を申し入れた[21]。
  - 放送では「淀川工業高校は荒れていて音楽など全く縁がなかったが、新任の国語教師（高嶋昌二）が他の職員の反対を押し切りグリークラブ（男声合唱部）を設立。合唱を通じて生徒を更生させ、合唱コンクールに出場する。しかし、コンクール会場にはパトカーが来ているなど、淀川工業高校の参加に対し主催者側が大きな警戒感を露にした」となっていた。
  - だが、実際には「当時淀川工業高校は荒れていない高校であり、前々から吹奏楽部があって全国大会で上位のレベルであった上、グリークラブ設立の際も校長自ら早期に賛成している。合唱コンクール参加時も、主催側は数ある参加校のひとつとしてしか考えておらず、警戒する理由はなくパトカーも来ていなかった」など、事実とは異なる表現であった[21]。NHK側もこの回については行き過ぎた点があったとし、同年5月28日放送分の『土曜スタジオパーク』でこれまでの経緯を説明し、担当部長が生出演して謝罪した。また、5月31日の番組終了後にも国井雅比古が謝罪のコメントを行った。公式サイトからはこの回の紹介ページが削除され、ビデオソフト化及び書籍版への掲載も見送られた[注釈 9]。

### 新プロジェクトX〜挑戦者たち〜
- 2024年4⽉6⽇放送の「東京スカイツリー 天空の大工事〜世界⼀の電波塔に挑む〜」のナレーションの中で、スカイツリーの構造設計を担った人物が、耐震性を高めるために心柱を生み出した際の思いについて、「あらゆる地震、たとえ東海、東南海、南海地震が同時にやってきても耐えられるように」と番組として表現した。しかし、当時その人物がより強く意識していたのは、「大きな地震の後もスカイツリーから放送電波を出し続け、被災地に情報を届けること」であった。そのため、NHKオンデマンドではナレーションの部分を「大きな地震の後も、タワーから放送電波を出し続け、被災地に情報を届けるには心柱が必要だ」といったものに変更したものを配信している。
- 2024年5月18日放送の「友とつないだ自動車革命 〜世界初!5人乗り量産EV〜」は、当初は「5人乗り」の表記は無く、「世界初!量産EV」となっていた。これは番組で紹介された「リーフ」が2010年12月に販売されたのに対して、三菱自動車工業が軽自動車規格で開発した「i-MiEV」が2009年7月に販売されたので、i-MiEVの方が世界初の量産電気自動車となるからである。
- 2024年6月15日放送の「世界最速へ 技術者たちの頭脳戦～スーパーコンピューター『京』～」では、京の開発責任者であったが後に富士通と関係が悪化した井上愛一郎が全く登場せず、関係者の家族が疑問を呈したことからネット上でも波紋が広がった[23][24]。

## 番組フォーマット

### 放映時間

#### 第1期
- 日本時間の毎週火曜日午後9時15分 - 午後9時58分。再放送は水曜日深夜（木曜日未明）午前1時10分から午前1時53分まで。BS2でも月曜日夕方（不定期）午後5時15分 - 午後5時58分に放送。
- NHKワールドTV、NHKワールド・プレミアムでも放送（NHKワールドTVは副音声英語による2ヶ国語放送）。
- なお、最終回（2005年12月28日）は通常の火曜日ではなく水曜日に移し、午後7時30分 - 午後10時[注釈 10]の2部構成で放送。

#### 新プロジェクトX〜挑戦者たち〜
- 本放送：毎週土曜日午後8時00分 - 午後8時48分（48分間、日本時間。スポーツ中継・長時間討論などによる休止の場合もある）。
再放送：毎週金曜日午後11時45分 - 午前0時33分（ミッドナイトチャンネル金曜枠。但し、原則として最終金曜日は「今夜も生でさだまさし」が放送されるため、再放送がない作品もある）

過去の放送時間（新プロジェクトX）
- 2024年度
  - 本放送：毎週土曜日午後7時30分 - 午後8時15分（45分間）
再放送：翌週土曜日午前8時15分 - 午前9時00分[25]。

### アンコール
- 2001年後期以後、過去に放映され再放送の要望が多かった作品が、3、4週おきにアンコールとして放送された。その際、オープニングの司会挨拶部分等、新たに収録や取材した物を交えた再構成版として放映される。しかし、稀にスタジオ内でのゲストの証言が重要となる場合でVTR再出演ができないケースもあったことから、ごく不定期にスタジオ部分の本放送時と再録を交えた上での編集、再構成となる場合も存在した。番組後期にはこのアンコールが1ヶ月以上（時には2ヶ月）続いたこともある。当初は次回予告で「○○のドラマを再びお届けします」と、アンコール放送であることがわかる表現をしていたが、後期にはこれも一切なくなる。
- 2004年度には、毎週日曜日にBS1で『特選 プロジェクトX〜挑戦者たち〜』と題して過去の物を放送していた。
- また、2005年10月4日からは原則毎週火曜日午後4時5分〜午後4時50分にアンコールアワーとして、過去に放映された物から好評を得たテーマを再構成して放送していた。
- NHK総合「NHKアーカイブス」でも2010年から年に1 - 2回の頻度で再放送されている。
  - 2010年11月14日「わたしが選ぶあの番組（2）〜安藤忠雄〜」にて2001年3月6日放送「えりも岬に春を呼べ〜砂漠を森に・北の家族の半世紀〜」を放送。
  - 2011年8月28日「世界自然遺産・屋久島 〜森と共に生きる〜」にて2000年12月5日放送「伝説の深き森を守れ〜世界遺産・屋久杉の島〜」を放送。
  - 2012年5月20日「東京タワーからスカイツリーへ “希望”の時代からのメッセージ」にて2000年9月5日放送「東京タワー 恋人たちの戦い」の一部を放送。
  - 2013年12月22日「響け!歓喜の歌 “第九”に込めた思い」にて2003年10月14日放送「第九への果てなき道 〜貧乏楽団の逆転劇〜」を放送。
  - 2014年5月18日「ゴジラからのメッセージ」にて2001年1月23日放送「ゴジラ誕生 〜特撮に賭けた80人の若者たち〜」を放送。
  - 2014年10月12日「シリーズ1964 第4回 モノづくり大国への道〜新幹線を生んだ技術者魂〜」にて2002年6月18日放送「新幹線〜執念の弾丸列車〜」（2000年5月9日放送「執念が生んだ新幹線〜老友90歳・飛行機が姿を変えた〜」の再編集版）を放送。
  - 2016年2月28日「北海道新幹線 開業へ～青函トンネルに懸けた情熱～」にて2000年4月11日放送「友の死を越えて〜青函トンネル・24年の大工事〜」の短縮版を放送。
  - 2018年10月7日「いのちの輝きに向き合う～旭山動物園の挑戦～」にて2005年11月15日放送「旭山動物園 ペンギン翔ぶ〜閉園からの復活〜」を放送。
- 2011年11月4日には、青森放送局｢開局70周年記念 NHKが伝えた青森｣内で2000年4月11日放送の｢友の死を越えて〜青函トンネル・24年の大工事〜｣が放送された。
- 北海道エリア「北海道LOVEテレビ」内で北海道に関連した以下のエピソードを放送。
  - 2017年7月1日に旭山動物園開園50周年にちなみ2005年11月15日放送「旭山動物園 ペンギン翔ぶ〜閉園からの復活〜」を放送。
  - 2018年10月11日に2005年9月13日放送「北のワイン 故郷再生への大勝負」を放送。
  - 2019年12月21日に2003年6月17日放送「釧路湿原 カムイの鳥 舞え」を放送。
- 2021年3月30日～2021年9月14日の間、BS4KとBSプレミアムのサイマルで、火曜日21時から21時45分に、改めて4Kリストア（デジタル・リマスター処理）した内容で、アンコール放送を行った(セレクション放送)。初回の3月30日は4Kリストアについての説明を行うとともに、国井と田口による回顧対談も冒頭15分で行われた。2022年も4月5日から通年で同様にBSP・BS4Kで4Kリストア版のアンコール放送を実施。
- 2024年4月『新プロジェクトX』の開始後も4Kリストア版のアンコール放送を不定期で実施している。アンコール放送では、番組冒頭と終盤に、MCの有馬か森のどちらかがプロジェクトにゆかりのある場所を訪れた様子が放映される。

### オープニング
- 毎回異なるテーマを放送する番組であるため、『プロジェクトX』のタイトルのCG（インフェルノで作られている）の後、各回のキーワードとなる映像が主題歌に合わせて流れる。オープニングは、映像と曲に合わせて文字(平成明朝体）が流れる、独特なものである。
- 主題歌は、中島みゆきの「地上の星」（第1回 - 11回、12回 - 45回、46回 - で、それぞれ微妙にメロディーが異なる）。中高年男性の支持[要出典]を背景に、記録的なロングヒット[要出典]となった。
- 『新プロジェクトX』では、オープニングテーマが番組タイトルに合わせる形で「新・地上の星」を使用。新収録にあたり、「地上の星」終盤のCメロ部分をAメロにするなどピッチ変更がなされ、タイトル題字映像もCGIを使用した。

### エンディング
- エンディングテーマは、中島みゆきの「ヘッドライト・テールライト」。放送当初から一貫して使われており、プロジェクトに係わった人々のその後を追いつつ、最後はスタッフロールとなる。

### 次回予告
- 通常は30秒。一月分のラインナップの紹介を含めて60秒の場合もある。「日本初のマイカー てんとう虫町を行く」と、最終回スペシャルの次回予告は60秒であった。
- 『新プロジェクトX』では、15秒となっている。

### 司会

#### 第1期
- 2000年3月 - 2001年9月：国井雅比古・久保純子
- 2001年10月 - 2005年12月：国井雅比古・膳場貴子[注釈 11]
  - 全員、担当当時NHKアナウンサー。2001年9月をもって久保が育児休暇を取るために降板し、代わって膳場が担当。

#### 新プロジェクトX〜挑戦者たち〜
- 2024年4月 - ：有馬嘉男・森花子
  - 有馬はNHK報道局記者。森は水戸放送局所属のアナウンサーだが、この番組の収録のため隔週水曜日に東京・渋谷の放送センターに赴いている。

### 番組スタッフ
- 制作統括：今井彰（プロデューサー）
- 語り：田口トモロヲ[27]

※以下、2004年8月～
- デスク：金濱理卯、小山好晴、山本隆之
- ディレクター：山岸秀樹、山本出、矢崎伸治、相沢孝義、大坪悦郎、加藤善正、久保健一、海野稔、池田由紀、本間一成、細野真孝、赤上亮、堤田健一郎
- 編集：渡辺政男、下山田昌敬、坂本太、市川芳徳、小林幸二、大崎義則、首藤実三、野島邦光
- 美術：根井守
- 音響効果：福井純子、嘉藤淳、三澤恵美子、須永高生、日下英介
- 音声：鷹馬正裕、高橋正吾、遠藤博之
- 技術：中村英嗣、塩谷達、高橋明、本間兼介
- リサーチャー：小寺亜希子、前田貢平、里村真理
- メーク＆スタイリスト：稲垣直美
- 美術進行：佐野均、松谷正幸
- 番組広報：谷本啓美

### NHK以外での放送
- 2005年4月以降は、ヒストリーチャンネルにより、放送済みのタイトルの中から一部の放送を開始しており、スカパー!やケーブルテレビ等にて視聴できる。
- 2011年6月28日からチャンネル銀河で放送を行い、2012年4月に終了。

### メディア媒体
複数の版が出ており、直近に発売されたのは30巻のものである。
- ビデオテープとDVD-Video（第I期 - 第IX期）はNHKソフトウェアから発売。なおビデオテープは日本ビクター（株）。レンタルもされている。収録されていない回もあり、完全版ではない。
- 2005年3月には、全国のコンビニ店舗において映像購入方式の「PPV-DVD」（ヴィジョネア株式会社）第1弾としてセレクションDVD-Videoもリリースされた。

## 各国での放送
放送は世界30ヶ国で行われている。 いままでに英語、ロシア語、アラビア語、スペイン語に翻訳された。
- イラクでは、地元の復興を願う地元のテレビ局がアラビア語版を2005年12月28日までに6本放送している。
- ベトナムでは、映画館でも上映された。
- 日本国政府は2006年11月7日、本番組を始めとした360番組の放映権を中華人民共和国に無償提供する。

## パロディ
本番組のタイトルの名前が漫画や個人ホームページのフラッシュなどでパロディとして使われることが多く、プロジェクト○（○の中には「×」（バツ）や「メ」（め）などが入る）などといった例が存在する。アダルトビデオで用いられた例もある。
テレビ番組でのパロディではオープニングテーマ「地上の星」、エンディングテーマ「ヘッドライト・テールライト」を流すことが多い。「地上の星」を流しナレーションを真似て、オープニング風の演出をすることがある。エンディングのパロディも存在する。
番組を演出するナレーター・田口トモロヲの語りが特徴的であったため、しばしばその語り口調もパロディとして使われる（NHK、民放問わず）。

### パロディの例

#### NHKでのパロディ
- 連続テレビ小説『あまちゃん』 - 第18週「おら、地元に帰ろう!?」2013年8月2日放送第107回の劇中にてパロディ番組『プロダクトA』が登場し、田口本人がナレーションを担当したほか、内容も本放送を彷彿とさせる内容であった。
- あさイチ - パロディ企画「あさイチX」が行われることがある。
- 日本の底力クイズ プロジェクトQ - 2013年12月22日と2014年5月7日に総合テレビで放送された特別番組。ヒット商品やブームの秘密を当事者に取材してクイズにするもので、問題VTRは田口のナレーションで本番組を模したものとなっていた。
- チコちゃんに叱られる! - 以下の問題の解説VTRにて「チコジェクトX」ともじり田口のナレーションで紹介された。タイトルロゴも「プロ」の部分にボカシをかけて「チコ」の文字をかぶせる演出である。
  - 2019年11月8日「観光地のお土産が、なんでペナントだった?」
  - 2020年5月5日「なんでお土産屋には木刀が売ってるの?」
  - 2020年5月8日「なんで電子レンジはチンって鳴るの?」
  - 2020年7月10日「なんで日本中の池や湖にスワンボートがあるの?」
  - 2020年11月20日「ビニール傘ってなに?」
  - 2021年5月21日「なんで握りずしの1人前は10個なの?」
  - 2021年8月13日「なんで消せるボールペンで書いた文字は消えるの?」
  - 2022年5月6日「なんで小学生は黄色い帽子をかぶるの?」 - この回のみ内村光良がナレーション。
  - 2022年8月26日「ビーチサンダルってなんで生まれたの?」
  - 2022年10月7日「なんでオセロは白と黒なの?」
  - 2023年2月24日「なんで羽田に空港があるの?」
  - 2024年2月9日「なんで日本のインドカレーにはナンがついているの?」
  - 2024年11月29日「なんでクレーンゲームにぬいぐるみが入ってるの?」
- 突撃!カネオくん 次の放送において「カネジェクトX」と題してと解説した。
  - 2020年8月29日　生口島がレモンの島になるまでについて
  - 2023年1月28日　約50年前　初のパンダ飼育に挑んだ男たち
  - 2024年6月2日　不動の人気!黒部ダムを大調査（2000年放送当時の映像を引用した形で放送、OPもロゴ部分のみパロディされた、なお、この回は直前に本家「プロジェクトX」のセレクション放送（VHSテープ開発回）が放送されていた）

#### 民放でのパロディ
- 2002年5月には、テレビ朝日系列『タモリ倶楽部』で「プロジェクトSEX 性の挑戦者たち」というパロディ（ダッチワイフの開発を特集）が行われた。なお、同回は「パロディの元となった番組（本番組）では、テーマとして到底取り上げられない開発物語に着目し、開発者の技術開発の情熱や秘話を見事なパロディ精神と取材力で演出した」として第39回ギャラクシー賞・奨励賞を受賞した[28]。主題歌は同じ中島みゆきながら「時代」が使われた。
- アメリカのアニメ『サウスパーク』第70話「帰ってきたテレンス&フィリップ」では、テレビ番組「Behind the Music」のパロディ「Behind the Blow」が登場するが、田口トモロヲがレギュラー声優陣の1人である日本語吹き替え版では「知ってるつもりX」に改題され、ナレーションも田口本人が務めた。
- フジテレビ系列『ココリコミラクルタイプ』では、コント内で『プロジェクトA』というパロディが行われた。
- チャンネルBBで、『プロジェクトBB』という番組が放送された。
- テレビ東京系列『空から日本を見てみよう』では、『くもジェクトX』というタイトルに変えられた。
- アニメ『電光超特急ヒカリアン』49話（2003年3月9日放送）の劇中でトンネルをブラッチャーが掘削するというギャグシーンで「地上の星」のメロディラインを一部改変したインストゥルメンタルを流し当番組の演出を幾ばくか模倣していた。ビデオソフトではオリジナルサウンドトラックに差し替えられている。
- フジテレビ系アニメ『こちら葛飾区亀有公園前派出所』、読売テレビ制作・日本テレビ系アニメ『ヤッターマン』でも本番組のタイトルをパロディとして取扱ったストーリーがある。（尚ヤッターマンの場合は地上波での初回放送時は本家と同様の演出で「地上の星」のBGMを流したが地方局､CS等の衛星放送での再放送、および動画配信サイト、映像ソフトでは権利の関係上、背景バックはそのままでBGMのみヤッターマン本編のオリジナルBGMに差し替えとなった）
- 『ゲームセンターCX』では『プロジェクトCX 周辺機器たち』というファミコンなどの周辺機器を紹介するコーナーがある。
- 日本テレビ系列『世界の果てまでイッテQ!』では、金子貴俊（オーシャンズ金子）が海洋生物の撮影・捕獲を行う企画が『プロジェクトQ』として放送され、田口本人がナレーションを担当している。但しVTRの内容の大半はスタッフの内輪ネタとなっており、司会の内村光良は起用に対して謝罪のツッコミを入れることがほとんどである。
- 2009年5月に放送されたTBSラジオ「高樹千佳子のハイブリッドな週末」では『プロフェッショナルX』と題し、世界初のハイブリッド乗用車であるトヨタ・プリウスの3代目モデルを開発した責任者が出演し、開発エピソードを披露した。オープニングには「地上の星」、エンディングは「ヘッドライト・テールライト」が使用されており、それを聴いていたパーソナリティの高樹千佳子は「ノリが某国営放送の“なんとかX”みたい」と評していた。
- アニメ『日常』19話（NHK Eテレ再編集版では4話）にて、エンディングシーンをパロディし「ヘッドライト・テールライト」をBGMとして、最後に「後の魚雷跳びである――」というテロップが田口トモロヲを模したナレーションとともに登場して終了した（ナレーターは小林俊夫）。
- テレビ東京系列『 YOUは何しに日本へ？』では、『プロジェクトYOU』と題し、 本田宗一郎（2018年2月26日放送）や 新日本プロレス（2018年6月6日放送）の経歴が解説された。
- 2020年11月15日放送の日本テレビ系『ダウンタウンのガキの使いやあらへんで!』では『プロジェクトほほほい～遠藤章造の軌跡～』と題し、ココリコ遠藤章造の持ちギャグ「ほほほい」を過去のVTRと再現ドラマと共に振り返る企画が行われた。オープニングとBGMにそれぞれ「地上の星」「ヘッドライト・テールライト」が使用された他、字幕の挿入やスタジオのセットなども、本家を模した形となっていた。
- 本番組と同じく番組名に『X』が付いている、テレビ朝日系列で放送されていたテレビドラマ『ドクターX〜外科医・大門未知子〜』では、田口がナレーターを務めた。ドクターXゼネラルプロデューサーの内山聖子によると、プロジェクトXの構成感が好きという理由で田口に依頼した[29]。

#### その他の例
- 松村邦洋は、田口のものまねで自身の半生を振り返るという持ちネタがある。
- トミー・リー・ジョーンズが出演するサントリーボスのCMシリーズ『宇宙人ジョーンズの地球調査シリーズ』の「地上の星篇」（2008年8月放映）では、トンネルを建設する場面で「地上の星」を流すという、本番組を意識した内容であった。また、同CMで、2022年夏放映分では、CMBGMに「ヘッドライト・テールライト」が使われた。

## 関連書籍
- 「プロジェクトX 〜挑戦者たち〜（第1巻 - 第30巻（最終））」（NHK出版）
- 「プロジェクトX リーダーたちの言葉」（文藝春秋）
- 「プロジェクトX物語 〜THE MAKING OF PROJECT X〜」（ぴあ）
- 他にジュニア版（汐文社）、コミック版（宙出版）等が出版されている。